# Trybliophorus paraensis
Trybliophorus paraensis is een rechtvleugelig insect uit de familie Romaleidae. De wetenschappelijke naam van deze soort is voor het eerst geldig gepubliceerd in 2004 door Alves dos Santos & Assis-Pujol. De soort komt voor in het Amazonegebied in Brazilië.